# Gullegem Koerse 2022
De 73e editie van de Belgische wielerwedstrijd Gullegem Koerse werd verreden op 31 mei 2022. De start en finish vonden plaats in Gullegem. De winnaar was Remco Evenepoel, gevolgd door Sasha Weemaes en Jarne Van Grieken.

## Verloop
De snelste kermiskoers van het België kreeg traditiegetrouw een aantal World Tour ploegen met belangrijke namen aan de start. Quick-Step Alpha Vinyl reed in West-Vlaanderen een thuiswedstrijd. Ploegleider Patrick Lefevere bracht onder meer Remco Evenepoel aan de start. De kopman van het Quick-step team, demarreerde al in de tweede van de tien af te leggen ronden. Hij kreeg vier renners mee waar onder ploegmaat Stijn Steels. Vanuit het peloton ontsnapten enkele rondes later nog dertien renners met het AG2R-duo Van Avermaet-Naesen als  bekendste namen. Na een zoveelste demarrage bleven slechts vijf renners in het wiel van Evenepoel, vijf Belgen waaronder opnieuw Olympisch kampioen Van Avermaet. Op 12 km van de meet sprong Evenpoel opnieuw weg en kwam met 1’22 min voorsprong alleen over de finishstreep. Sasha Weemaes won de sprint van het achtervolgend groepje.     

## Uitslag
| Gullegem Koerse 2022 |                   |                                    |          |
| Plaats               | Naam              | Ploeg                              | Tijd     |
| Winnaar              | Remco Evenepoel   | Quick Step-Alpha Vinyl             | 3u35'33" |
| 2                    | Sasha Weemaes     | Sport Vlaanderen-Baloise           | + 1'22"  |
| 3                    | Jarne Van Grieken | Acrog-Tormans                      | z.t.     |
| 4                    | Greg Van Avermaet | AG2R-Citroën                       | z.t.     |
| 5                    | Angus Lyons       | Ara Pro Racing Sunshine Coast      | z.t.     |
| 6                    | Arjen Livyns      | Bingoal Pauwels Sauces             | z.t.     |
| 7                    | Stijn Steels      | Quick Step-Alpha Vinyl             | + 2'49"  |
| 8                    | Maxime De Poorter | Tarteletto-Isorex                  | z.t.     |
| 9                    | Corne van Kessel  | Intermarché-Wanty-Gobert Matériaux | z.t.     |
| 10                   | Oliver Naesen     | AG2R-Citroën                       | z.t.     |

1942 · 1943 · 1944 · 1945 · 1946 · 1947 · 1948 · 1949 · 1950 · 1951 · 1952 · 1953 · 1954 · 1955 · 1956 · 1957 · 1958 · 1959 · 1960 · 1961 · 1962 · 1963 · 1964 · 1965 · 1966 · 1967 · 1968 · 1969 · 1970 · 1971 · 1972 · 1973 · 1974 · 1975 · 1976 · 1977 · 1978 · 1979 · 1980 · 1981 · 1982 · 1983 · 1984 · 1985 · 1986 · 1987 · 1988 · 1989 · 1990 · 1991 · 1992 · 1993 · 1994 · 1995 · 1996 · 1997 · 1998 · 1999 · 2000 · 2001 · 2002 · 2003 · 2004 · 2005 · 2006 · 2007 · 2008 · 2009 · 2010 · 2011 · 2012 · 2013 · 2014 · 2015 · 2016 · 2017 · 2018 · 2019 · 2020 · 2021 · 2022 · 2023 · 2024